# Ba Jin
Ba Jin (巴金) (traslitterato anche come Pa Chin e talora come Pa Kin), è il nome d'arte di 李堯棠T, 李尧棠S, Lǐ YáotángP, il cui nome di cortesia zi è Li Feigan (李芾甘) (Chengdu, 25 novembre 1904 – Shanghai, 17 ottobre 2005) è stato uno scrittore cinese, considerato uno dei più importanti del XX secolo.
Anarchico fin dalla giovane età, prese lo pseudonimo Ba Jin dalle iniziali cinesi dei cognomi di Michail Bakunin (Ba 巴) e Pëtr Alekseevič Kropotkin (Jin 金).

## Biografia
Nato a Chengdu (成都), nella provincia del Sichuan (四川), Ba Jin proveniva da una famiglia di letterati confuciani. Nel 1920 si iscrisse alla Scuola di Specializzazione in Lingue Straniere di Chengdu dove studiò inglese. Tre anni dopo si trasferì a Shanghai e quindi a Nanchino. In questo periodo si avvicinò all'anarchismo e all'esperanto, lingua con cui cominciò a scrivere pamphlet politici sulla Rivolta di Haymarket.
Nel 1927 viaggiò e studiò in Francia dove cominciò ad usare il suo pseudonimo per firmare la sua prima opera Miewang (灭亡, Distruzione) ambientata nei circoli anarchici rivoluzionari della Shanghai contemporanea. L'opera uscì a puntate in Cina con enorme successo. In Francia fu attivo nel movimento popolare volto a far pressione sugli Stati Uniti d'America per impedire la condanna a morte di Sacco e Vanzetti. Con Vanzetti Ba Jin scambiò anche un breve carteggio. Tornato nel 1928 a Shanghai si dedicò alla letteratura, sia scrivendo romanzi sia dedicandosi a riviste ed articoli, in particolare fu curatore della rivista esperantista La Verda Lumo.
Le sue opere più famose sono Famiglia (家, 1933 primo libro della trilogia “激流三部曲”, che comprende anche 春 e 秋) e la Trilogia dell'Amore (爱情三部曲) composta da Nebbia (雾), Pioggia (雨) e Lampo (电).
Il suo più importante contributo ideologico fu l'attacco all'istituzione familiare cinese tradizionale, vista come il maggiore ostacolo alla libertà dell'individuo nella Cina del suo tempo.
Durante la guerra sino-giapponese si dedicò all'attività di propaganda antigiapponese e antimperialista.
Nel corso della guerra di Corea si recò in Corea da dove scrisse reportage per la stampa cinese.
Venne perseguitato come controrivoluzionario durante la Grande rivoluzione culturale (文化大革命, Wenhua Da Geming).
Riabilitato nel 1977 fu in seguito eletto in varie posizioni ufficiali in seno alle associazioni letterarie ufficiali cinesi.
Tra le influenze nelle sue opere si citano il francese Émile Zola, i russi Ivan Sergeevič Turgenev e Anton Čechov, gli esperantisti Vasili Eroshenko e Julio Baghy.
Dal 1981 e il 1984 fu presidente dell'Associazione degli Scrittori Cinesi.
Nel 1982 l'Italia lo insignì del Premio Dante e l'anno successivo la Francia lo onorò del titolo di Commandeur de la Légion d'honneur.
Dal 1986 al 1989 fu presidente dell'Associazione Esperantista Cinese.
Dagli anni novanta Ba Jin fu affetto dalla malattia di Parkinson. Morì dopo una lunghissima degenza a Shanghai, ultracentenario. In Cina varie campagne cercarono senza successo di fargli ottenere il Nobel per la letteratura.

## Opere tradotte in italiano
- Famiglia (traduzione di Margherita Biasco), Bompiani, 1980[6]; nuova traduzione di Lorenzo Andolfatto, Atmosphere libri, 2018.
- Gelide notti, Bompiani, 1980[7]
- Il giardino del riposo, Editori Riuniti, 1980
- Il segreto di Robespierre, Trento: L'editore, 1989. ISBN 88-7165-005-0
- Il drago, Milano: Libri Scheiwiller, 1993. ISBN 88-7644-186-7